# Inga Lindström: Die Farm am Mälarsee
Die Farm am Mälarsee ist ein deutscher Fernsehfilm von Karola Meeder aus dem Jahr 2004. Er ist Bestandteil des ZDF-Herzkino-Sonntagsfilms und der vierte Film der Inga-Lindström-Reihe nach der gleichnamigen Erzählung von Christiane Sadlo. Die Hauptrollen sind mit Florentine Lahme, Hardy Krüger jr., Katja Woywood und Karl-Heinz Vosgerau besetzt.

## Handlung
Eva Winklund ist Textildesignerin, hat nun aber vier Wochen Urlaub genommen, damit sie ihre beste Freundin Britta unterstützen kann, die demnächst Mutter wird. Sie vertritt sie zusammen mit Brittas Schwester Malin im kleinen Kunstgewerbeladen in Barkhult. Ihr Lebensgefährte und Vorgesetzter Henning Westerberg hofft, dass sie trotz des Urlaubs ein paar kreative neue Ideen hat, aber Brittas Laden nimmt sie voll in Anspruch, weil der Verkauf der handgestrickten Wollpullover einzubrechen droht, da nicht mehr genügend Wolle geliefert wird. Eva will wissen, weshalb und geht deshalb zum Lieferanten Gustav Axelsson auf seinen Hof. Sie findet ihn im Stall, er hat starke Rückenschmerzen und kann sich kaum bewegen, weshalb sie einen Krankenwagen ruft. Er wehrt sich aber dagegen, weil er Angst hat, dass sich niemand um seine Schafe kümmert. Eva verspricht ihm sich darum zu kümmern, obwohl sie keine Ahnung von Schafen hat.
Gustavs ehrgeizige Tochter Monica lebt mit ihrem Freund David Lilienberg in Stockholm. Sie sind gerade dabei, ihren Umzug nach Chicago zu planen, weil sie dort gemeinsam in einem Unternehmen arbeiten werden. Als sie der Anruf von Eva erreicht, die sie über die Krankheit ihres Vaters informiert, ist das deshalb sehr ungünstig für sie, außerdem hat sie weder etwas für den Hof noch für ihren Vater übrig. Trotzdem reist sie mit David nach Barkhult. Währenddessen sie ihren Vater im Krankenhaus besucht, sieht sich David auf dem Hof um. Er fühlt sich verantwortlich, seinem zukünftigen Schwiegervater zu helfen und schlägt Monica deshalb vor, erst mal alleine nach Chicago zu fliegen, er wird sich in dieser Zeit um den Hof kümmern.
Als David auf dem Hof zum ersten Mal auf Eva trifft, ist es Liebe auf den ersten Blick. Beide wissen eigentlich, dass dies gar nicht in ihren Plan passt, dennoch kommen sie sich näher. Sie versuchen nun gemeinsam, die Farm am Laufen zu halten. Dazu müssten die Schafe geschoren werden und auch der Käselieferant wartet auf die versprochene Lieferung. Gustav ist niedergeschmettert von der Diagnose: er hat einen Bandscheibenvorfall und muss dringend operiert werden. Doch er will das nicht und versucht in der Nacht aus dem Krankenhaus zu flüchten, eine Schwester erwischt ihn aber und bringt ihn zurück auf sein Zimmer.
Britta merkt rasch, dass Eva sich verliebt hat, die will es sich aber noch nicht eingestehen. Als Eva wieder auf dem Hof ist, erreicht sie ein Anruf von Britta, dass sie Wehen hat. Sie geht rasch zu ihr ins Krankenhaus, bis sie aber da ist, ist das Baby schon auf der Welt. Nach ihrem Besuch trifft sie draußen auf Gustav, der schon wieder flüchten will. Eva gegenüber behauptet er, er habe nur einen Hexenschuss. Doch der Arzt klärt sie danach darüber auf, was Gustav wirklich hat. Beim Scheren der Schafe kommen sich Eva und David näher und küssen sich. Doch ihre Intimität wird gestört, als der Käsehändler Emil Martinsberg auftaucht und sie daran erinnert, dass Gustav ihm eine Lieferung versprochen hat.
Monica ruft David aus Chicago an und bittet ihn dringend, sich nun zu entscheiden. Er will sich aber nicht festlegen. Dabei merkt er, dass irgendetwas zwischen ihr und ihrem Vater vorgefallen sein muss, denn sie drängt darauf, den Hof zu verkaufen. Eva überbringt Malin die gute Nachricht, dass es bald wieder Wolle geben wird, sie müsste ihr nur noch sagen, wo die Spinnerei ist. Danach trifft Eva sich mit David und sie verbringen die Nacht zusammen. David erzählt ihr am nächsten Morgen, was mit Monica vorgefallen ist, er ist aber nicht bereit, den Hof zu verlassen. Auch Eva bekommt den Druck von Henning zu spüren, der dringend neue Entwürfe will. Sie muss sich nun aber zuerst um die Wolle kümmern und lernt dabei in der Spinnerei Sonja kennen, die sehr kreative Ideen hat. Gustav gelingt es endlich, aus dem Krankenhaus zu flüchten. Auf dem Weg nach Hause trifft er Emil, der ihm erzählt, dass sich Eva und David um die Produktion des Käses kümmern. Er ist erstaunt und geht auf den Hof, um den Käse zu kosten. Danach schickt er die beiden weg, da er keine Hilfe will. David lässt sich aber nicht überreden.
Eva zeichnet Entwürfe mit der neuen Wolle von Sonja und zeigt sie Malin und Britta. Sie bittet Malin, je ein Muster zu stricken. Danach trifft sie sich wieder mit David, beide sind sich sicher, dass sie Barkhult und den Hof nicht mehr verlassen wollen. Monica kehrt aus Chicago zurück und überrascht David damit, dass sie bereits ein Haus für sie gefunden hat. Sie braucht aber Geld dafür und überredet ihren Vater, den Hof zu verkaufen und ihr das Geld zu überlassen. Er tut es, weil er aus der Vergangenheit immer noch ein schlechtes Gewissen hat. Eva erfährt von Malin, was damals vorgefallen ist. Sie geht zu Gustav und zeigt ihm die Muster der neuen Pullover und versucht ihm klarzumachen, dass ein Verkauf falsch ist. Als Gustav aufstehen will, bekommt er wieder starke Schmerzen und muss dringend ins Krankenhaus. Er will sich aber nicht operieren lassen. Eva redet nochmals auf ihn ein, weil sie große Pläne mit ihm hat für die Zukunft. Dabei erfährt sie, dass er den Hof verkaufen will.
David geht zu Monica und macht Schluss mit ihr. Dabei erfährt auch er, dass Gustav den Hof verkaufen will, ebenso die Hintergründe. Er sagt ihr klipp und klar, dass er ihr Vorgehen nicht unterstützt. Als er zu Gustav auf den Hof will, findet er ihn nicht. Er ahnt, wo er sein könnte, und findet ihn prompt im Krankenhaus. Er teilt ihm mit, dass Monica das Geschenk nicht annimmt, nun lässt sich Gustav endlich operieren. Eva meint, dass David den Verkauf unterstützt und redet mit Britta darüber. Sie sagt ihr, dass sie David nicht zutraut und Eva entschließt sich mit ihm zu sprechen. Er klärt sie darüber auf, dass der Verkauf vom Tisch ist. Monica entschuldigt sich bei ihrem Vater und geht alleine nach Chicago. Eva und David haben ihre Entscheidung auch getroffen und bleiben zusammen.

## Hintergrund
Die Farm am Mälarsee wurde vom 2. Juni bis zum 31. Juli 2004 an Schauplätzen in Schweden gedreht. Produziert wurde der Film von der Bavaria Fiction GmbH.

## Rezeption

### Kritiken
Die Kritiker der Fernsehzeitschrift TV Spielfilm zeigten mit dem Daumen nach unten und fassten den Film mit den Worten „Wie Rosamunde Pilcher – nur auf Schwedisch“ kurz zusammen.